# Bristol Temple Meads
Bristol Temple Meads – główny dworzec kolejowy Bristolu, najstarszy i największy w południowo-zachodniej Anglii. Zaprojektowany przez Isambarda Kingdoma Brunela i otwarty w 1840 roku, rozbudowany w latach 1871–1878 (z okresu tego pochodzi główny budynek dworca w stylu neogotyckim), ponownie w latach 1930–1935. Oryginalny budynek projektu Brunela przestał pełnić funkcję hali peronowej w 1965 roku.

## Ruch pasażerski
Obsługuje rocznie 6 627 950 pasażerów (dane za okres od kwietnia 2021 do marca 2022) (patrz tabela poniżej). Większe ośrodki z bezpośrednim połączeniem z Bristol Temple Meads to: Bath, Birmingham, Brighton, Cardiff, Exeter, Glasgow, Leeds, Londyn, Plymouth, Swindon, Taunton, Weymouth.
|            | 2002-03   | 2004-05   | 2005-06   | 2006-07   | 2007-08   |
| ---------- | --------- | --------- | --------- | --------- | --------- |
| Przyjazdy  | 2 590 543 | 2 823 258 | 3 039 104 | 3 279 898 | 3 541 946 |
| Odjazdy    | 2 586 575 | 2 818 114 | 3 027 136 | 3 268 961 | 3 540 152 |
| Przesiadki | unknown   | 798 961   | 856 644   | 917 595   | 845 178   |
| Razem      | 5 177 118 | 6 440 333 | 6 922 883 | 7 466 454 | 7 927 276 |

## Linie kolejowe obsługiwane przez stację
- Linia kolejowa Bristol – Exeter
- Great Western Main Line
- Wessex Main Line
- Severn Beach Line
- Cross Country Route

## Obsługa pasażerów
Kasy biletowe, automaty biletowe, poczekalnie, WC, bankomaty, bar, bufet, przystanek autobusowy (połączenie z centrum miasta i 4 kursy co godzinę na Port lotniczy Bristol), postój taksówek, telefon, publiczne Wi-Fi, sklepy, dworcowa komenda policji, informacja turystyczna. Stacja dysponuje parkingiem samochodowym na 374 miejsca oraz parkingiem rowerowym na 340 miejsc.

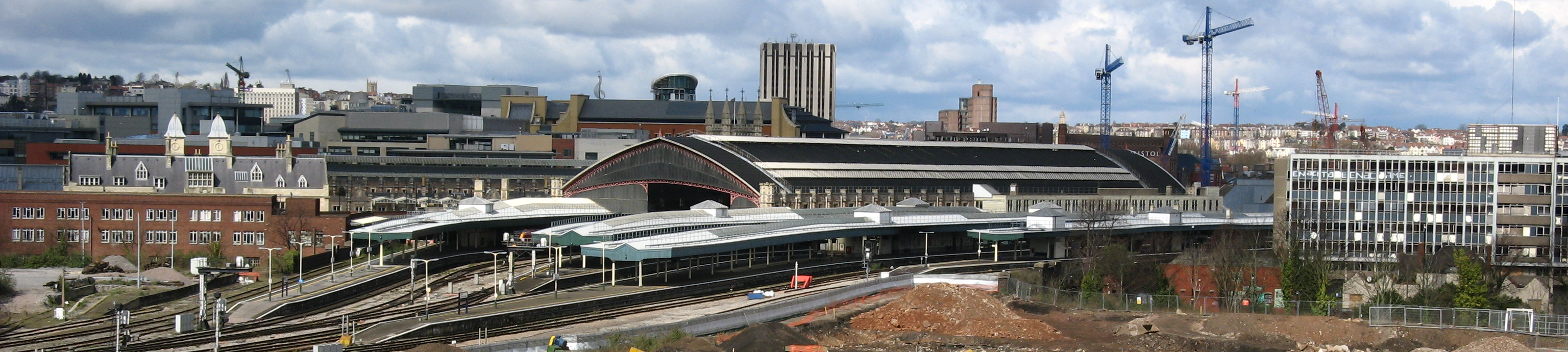
Panorama dworca od południowej strony